# Nyon Challenger
Il Nyon Challenger è stato un torneo professionistico di tennis giocato su campi in terra rossa. Faceva parte dell'ATP Challenger Series. Si giocava annualmente a Nyon in Svizzera.

## Albo d'oro

### Singolare
| Anno | Campione       | Finalista           | Punteggio     |
| ---- | -------------- | ------------------- | ------------- |
| 1988 | Jörgen Windahl | Francisco Clavet    | 2–6, 6–2, 6–1 |
| 1989 | Marc Rosset    | Roland Stadler      | 7–6, 6–1      |
| 1990 | Non disputato  | Non disputato       | Non disputato |
| 1991 | Markus Naewie  | Vladimir Gabričidze | 6–3, 7–5      |

### Doppio
| Anno | Campioni                        | Finalisti                           | Punteggio     |
| ---- | ------------------------------- | ----------------------------------- | ------------- |
| 1988 | Hugo Nunez Raúl Viver           | Jan Apell Veli Paloheimo            | 2–6, 6–4, 6–1 |
| 1989 | Nicholas Fulwood Libor Pimek    | João Cunha e Silva David Macpherson | 6–7, 7–6, 6–4 |
| 1990 | Non disputato                   | Non disputato                       | Non disputato |
| 1991 | Martin Damm Branislav Stankovič | Otis Smith Vince Van Gelderen       | 6–1, 7–6      |